# Cristianesimo sociale
Il Cristianesimo sociale, noto in inglese come Christian left, è la 
"sinistra" del cristianesimo democratico, essenzialmente impegnata ad approfondire e a tradurre sul piano politico e legislativo, in particolare nei Paesi cattolici, i contenuti della dottrina sociale della Chiesa riguardanti la tutela della famiglia e del lavoro secondo una prospettiva riformista.
Esso condivide con il cristianesimo liberale i concetti di separazione dalle Chiese, mentre le teorie economiche non sono dissimili da quelle riconducibili alla  socialdemocrazia, essendo fondamentalmente incentrate sul ruolo dello Stato nella costante  fornitura di servizi per i cittadini, perseguendo adeguati livelli di tassazione e un efficiente sistema di welfare state. In tal modo si ha l'obiettivo di garantire una seria assistenza sanitaria, dei sussidi familiari in caso di accertato stato di povertà o bisogno, nonché istruzione pubblica, previdenza sociale e libero accesso a risorse culturali quali biblioteche e musei.
In ambito protestante si intende il Vangelo Sociale, differente  dal socialismo cristiano, a sua volta componente del socialismo democratico.

## Radicamento sociale
Il "rapporto fra il cristianesimo (fra i cristianesimi o, allargando ancora, le religioni), la storia che si fa di esso (di essi), e quella del mondo" comportò, a ridosso della Rerum Novarum, la nascita "di un movimento cattolico popolare che aveva saputo interloquire con le sollecitazioni provenienti dalla società italiana degli inizi del secolo XX e aprirsi a un confronto politico e teorico con il marxismo».
"Che il movimento socialista riformatore e quello cattolico
sociale nascano, nelle loro origini ottocentesche, dalla stessa
base popolare e prendano ragione e forza dalla medesima
condizione di bisogno e di ingiustizia degli uomini e delle
donne del loro tempo è fuori di dubbio (...) Che le vicende della storia e i destini delle nazioni d’Europa,
l’ambizione a volte diabolica dei dotti come l’egoismo cattivo
degli uomini (anche dei preti clericali e non solo dei frammassoni)
abbiano portato per cent’anni questi due popoli a separarsi
ed a combattersi gli uni contro gli altri non dovrebbe
oggi essere sufficiente a farci dimenticare (...) la possibilità,
anch’essa storica, di coniugare finalmente l’assetto di un
paese che attraverso il lavoro voleva diventare finalmente
moderno, evoluto e anche benestante, con l’utilità grande, la
necessità assoluta di essere anche ben governato".

## Storia

### Il cristianesimo sociale in Europa
Tale cultura, sebbene complessivamente minoritaria, è presente in alcuni soggetti politici di Francia, Belgio, Italia, Portogallo e Spagna dove emergono anche scelte liberiste. A livello continentale, inoltre,  questi valori sono propri del Partito Democratico Europeo.   
Diversamente, in Germania, Austria e Svizzera, per "cristianesimo sociale" si intende la corrente conservatrice del movimento democristiano, strettamente legata ad un modello di economia sociale di mercato.
In Italia si distinse nel Partito Popolare Italiano di don Luigi Sturzo dove fu rappresentata  dall'area del sindacalismo cattolico della Confederazione Italiana Sindacati Lavoratori quali Achille Grandi, Guido Miglioli e Giovanni Gronchi.
La rielaborazione teorica delle priorità programmatiche del cristianesimo sociale si concretizzò negli anni Cinquanta, ad opera di un gruppo di docenti universitari  provenienti dalla Università Cattolica di Milano, che avrebbero dato vita alla corrente Cristiano Sociali all'interno della Democrazia Cristiana.            
I nuovi obiettivi si concentravano  nella "piena occupazione", nella "diffusione della proprietà privata " e nella "crescita economica".
La messa in pratica di queste priorità si realizzò con Amintore Fanfani, il quale promosse convintamente un programma di assegnazione di case di proprietà alle famiglie operaie quando fu Ministro del Lavoro tra il 1948 e il 1950. 
Divenuto Presidente del Consiglio nel 1954, Fanfani conciliò la necessità della piena occupazione con la crescita economica attraverso una vasta opera di governo ispirata alla dottrina economica keynesiana, basata su un massiccio intervento pubblico nell'economia dello stato per favorire gli investimenti e sostenere la domanda.
Il cristianesimo sociale fu successivamente rappresentato, all'interno della Democrazia Cristiana, dalla vecchia sinistra popolare confluita in Politica Sociale di Giovanni Gronchi, Achille Grandi e Giuseppe Rapelli, dalla nuova sinistra organizzata nella corrente Cronache Sociali di Giuseppe Dossetti, Giorgio La Pira, Giuseppe Lazzati e Amintore Fanfani e dalla sinistra neo-guelfa di Piero Malvestiti, successivamente dalle correnti della celebre sinistra DC.
La prima corrente organizzata della sinistra DC fu Iniziativa Democratica, nata al Congresso del 1954 a Napoli per volontà di Amintore Fanfani ed alla quale aderirono personalità del calibro di Aldo Moro, Benigno Zaccagnini, Luigi Gui, Emilio Colombo.
Altre aree della sinistra saranno successivamente La Base (Ezio Vanoni, Giovanni Marcora, Enrico Mattei, Giovanni Galloni, Ciriaco De Mita), Forze Nuove (Giulio Pastore, Bruno Storti, Livio Labor, Carlo Donat-Cattin, Vittorino Colombo, Guido Bodrato, Franco Marini) e i morotei  . 
Nati da una scissione dalla corrente dorotea, il "centro" del partito, questi ultimi furono una corrente influente. Tra le figure raccoltesi attorno ad Aldo Moro si ricordino Benigno Zaccagnini, Tina Anselmi, Maria Eletta Martini, Tommaso Morlino, Luigi Gui, Leopoldo Elia, Bernardo Mattarella, Beniamino Andreatta, Riccardo Misasi, Mino Martinazzoli, Sergio Mattarella e Rosy Bindi.
Con lo scioglimento della DC, un drappello di Democristiani di sinistra raccolti attorno a Ermanno Gorrieri, unitamente ad alcuni socialisti cristiani guidati da Pierre Carniti (sindacalista cattolico e membro del PSI), diedero vita ai Cristiano Sociali, movimento alleato fin dal 1994 con le forze di sinistra e membro fondatore dei Democratici di Sinistra nel 1998. Le correnti della sinistra DC e la maggioranza della Democrazia Cristiana parteciparono comunque alla fondazione del Partito Popolare Italiano (PPI), al quale non aderì la significativa componente moderata di Pier Ferdinando Casini e Clemente Mastella, che confluì nel Centro Cristiano Democratico (CCD). Altri aderirono a Forza Italia (ad esempio Giuseppe Pisanu e Enrico La Loggia) o ad Alleanza Nazionale (ad esempio Publio Fiori e Gustavo Selva). Il PPI scelse una collocazione di centro (nell'ambito del Patto per l'Italia) e, in principio, escluse qualsiasi alleanza sia con le forze di centro-destra sia con la sinistra. Alle elezioni del 1994 elesse 33 deputati e 31 senatori, mentre il CCD ottenne 27 deputati e 12 senatori.
Nel 1995 dal PPI si staccò un altro pezzo guidato dall'allora segretario Rocco Buttiglione e da Roberto Formigoni, che si organizzarono nei Cristiani Democratici Uniti (CDU).
In questo modo, all'interno del partito si affermò l'ispirazione cristiano-sociale come cultura principale di riferimento, con una chiara spinta progressista dovuta all'influenza che avevano al suo interno i gruppi riconducibili alla vecchia sinistra DC nonché alle correnti sindacali che facevano riferimento alla CISL e al mondo dell'associazionismo cattolico-sociale.
Alle successive elezioni del 1996, il PPI prese dunque parte alla fondazione di una nuova coalizione organica di centro-sinistra, L'Ulivo, rappresentandone uno dei due pilastri principali insieme al Partito Democratico della Sinistra. In questo modo la cultura cristiano-sociale si ritrovò all'interno de L'Ulivo, a capo del quale fu posto Romano Prodi, seguace degli insegnamenti di Giuseppe Dossetti ed allievo politico di Beniamino Andreatta. Nel 2002 il PPI partecipò alla fondazione di Democrazia è Libertà - La Margherita, ove la cultura cristiano-sociale si intrecciò con gruppi d'ispirazione socialdemocratica e della sinistra liberale.
Attualmente costituisce una significativa radice culturale alla base del Partito Democratico e di Democrazia Solidale.